# Grand Prix Hassan II 2005
Grand Prix Hassan II 2005 — тенісний турнір, що проходив на ґрунтових кортах у місті Касабланка, Марокко з 4 квітня . Належав до категорії ATP International Series.

## Фінальна частина

### Одиночний розряд
Маріано Пуерта —  Хуан Монако 6–4, 6–1

### Парний розряд
Франтішек Чермак /  Леош Фридль —  Мартін Гарсія /  Луїс Орна 6–4, 6–3